# Heinrichsmühle (Herzogenaurach)
Heinrichsmühle ist ein Gemeindeteil der Stadt Herzogenaurach im mittelfränkischen Landkreis Erlangen-Höchstadt in Bayern.

## Geographie
Die Einöde bestehend aus einem Wohn- und zwei Nebengebäude liegt an der Mittleren Aurach. Ein Anliegerweg führt 200 Meter weiter nordwestlich zur Erlanger Straße (=Staatsstraße 2263) des Gemeindeteils Niederndorf. Unmittelbar südlich jenseits der Mittleren Aurach liegt Hauptendorf. Heinrichsmühle liegt in der Gemarkung Herzogenaurach.

## Geschichte
Im Bamberger Urbar wurden 1348 drei Mühlen erwähnt, die mit allen Rechten dem Amt Herzogenaurach zustanden, voraussichtlich waren damit die Ecken-, Eichel- und Heinrichsmühle gemeint. 1560 wurde der Ort erstmals schriftlich erwähnt.
Gegen Ende des 18. Jahrhunderts bestand Heinrichsmühle aus einem Anwesen. Das Hochgericht übte das bambergische Centamt Herzogenaurach aus. Das bambergische Kastenamt Herzogenaurach war der Grundherr der Mühle. Unter der preußischen Verwaltung (1792–1806) des Fürstentums Bayreuth erhielt Heinrichsmühle die Hausnummer 212 des Ortes Herzogenaurach.
Im Rahmen des Gemeindeedikts wurde Heinrichsmühle dem 1811 gebildeten Steuerdistrikt Herzogenaurach und der 1818 gegründeten Munizipalgemeinde Herzogenaurach zugeordnet.

### Baudenkmal
- Haus Nr. 1: Mühle

### Einwohnerentwicklung
| Jahr      | 001818 | 001861 | 001871 | 001885 | 001900 | 001925 | 001950 | 001961 | 001970 | 001987 |
| Einwohner | 3      | 9      | 10     | 6      | 8      | 5      | 14     | 8      | 15     | 8      |
| Häuser    | 1      |        |        | 2      | 1      | 1      | 1      | 2      |        | 1      |
| Quelle    | [ 9 ]  | [ 10 ] | [ 11 ] | [ 12 ] | [ 13 ] | [ 14 ] | [ 15 ] | [ 16 ] | [ 17 ] | [ 1 ]  |

## Religion
Der Ort ist römisch-katholisch geprägt und nach St. Magdalena (Herzogenaurach) gepfarrt. Die Einwohner evangelisch-lutherischer Konfession sind in die Evangelische Stadtkirche (Herzogenaurach) gepfarrt.